# بلویو (مینه‌سوتا)
بلویو، مینه‌سوتا (به انگلیسی: Belview, Minnesota) یک شهر در ایالات متحده آمریکا است که در مینه‌سوتا واقع شده‌است.

## خصوصیات
بلویو ۲٫۴۶ کیلومترمربع مساحت و ۳۸۴ نفر جمعیت دارد و ۳۲۶ متر بالاتر از سطح دریا واقع شده‌است.